# Leyes de Gortina
Las leyes de Gortina son un código legal arcaico, griego, el más extenso que se conoce por ahora. Procede de Gortina, en el sur de Creta. Fueron labradas en piedra en el siglo V a. C.. La forma es arcaica, parecida a las primeras leyes bíblicas. Está escrito con letras grandiosas sobre una serie de tablillas de piedra que están adosadas a una pared. De la inscripción original quedan 600 líneas. Su contenido las sitúa en el comienzo de la segunda mitad del siglo V a. C.

## Contenido y lugar donde se encuentran

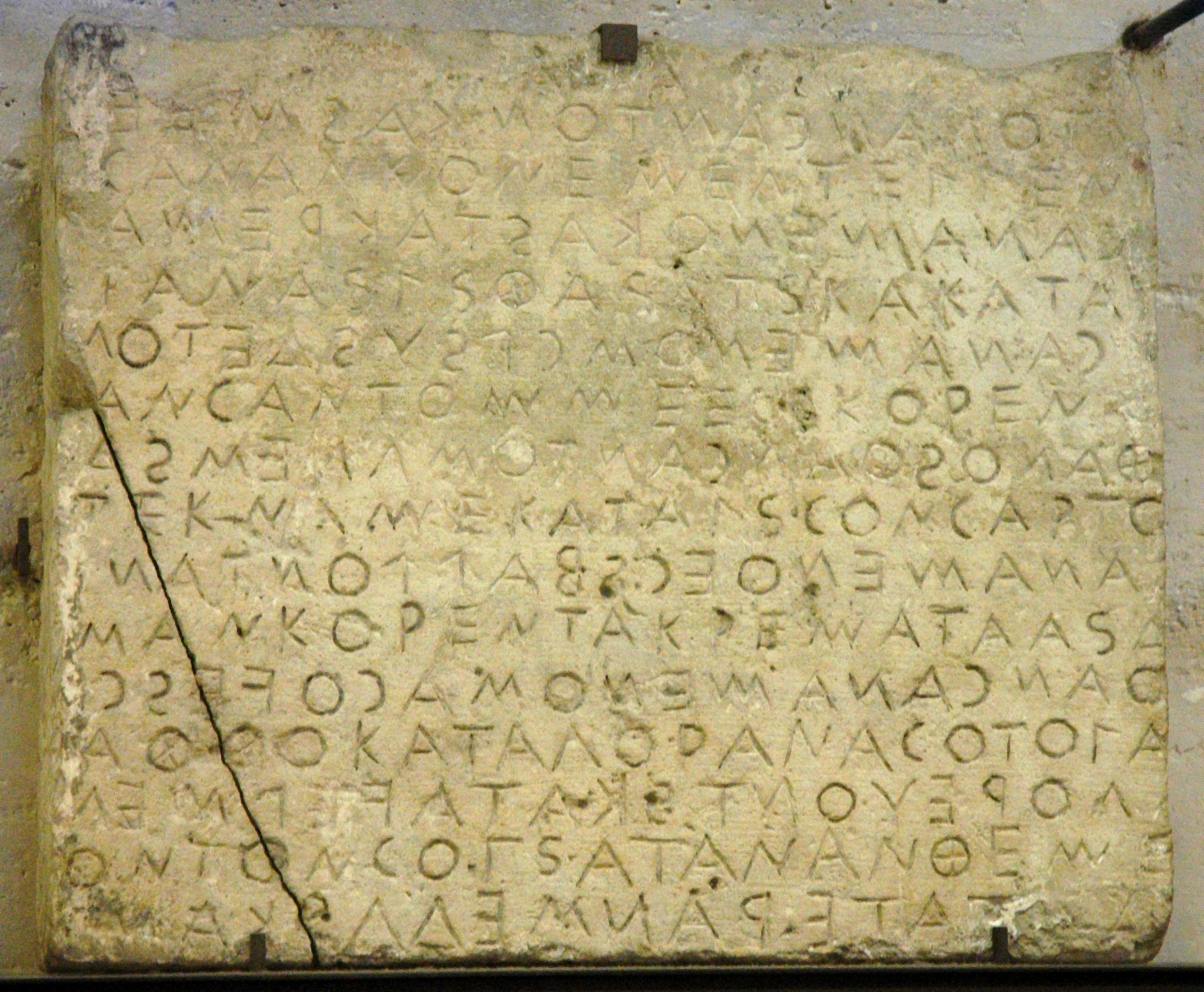

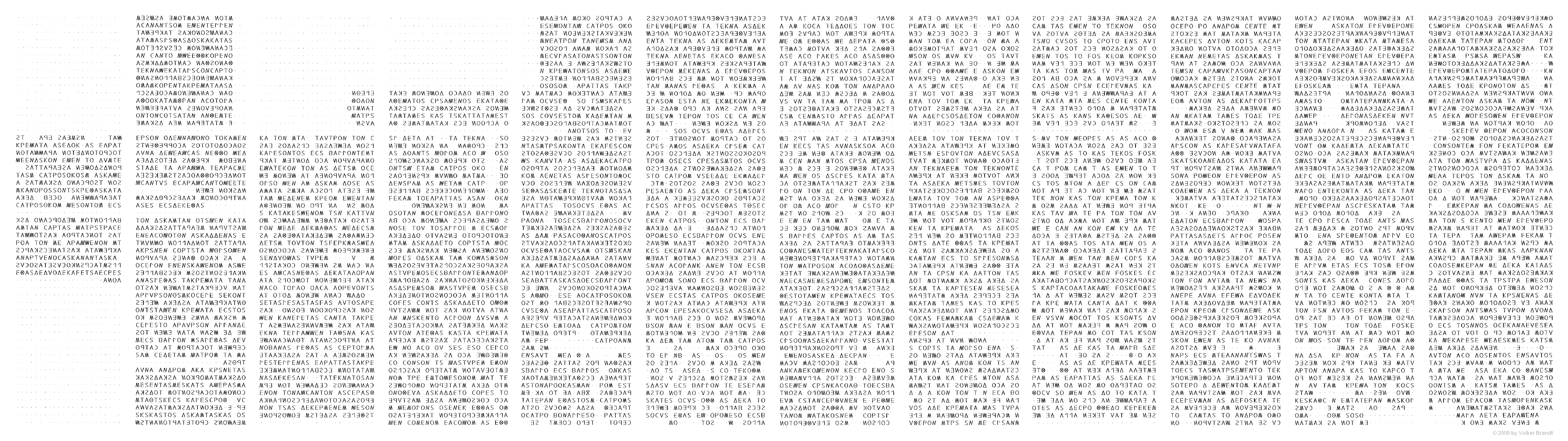
Copia completa de las 12 columnas de las leyes de Gortina con conservación del bustrofedon.

No se trata de un verdadero código legal, sino más bien lo que en latín se llamaría una satura legum, o bien una compilación de leyes dispersas, actualización de leyes antiguas precedentes y leyes nuevas referidas a temas concretos. Las leyes inscritas pertenecen en su mayor parte al derecho de familia, salvo algunas referidas a materias económicas. 
Hablan de una clara división de clases:
Ciudadanos libres
Esclavos domésticos
Siervos
Esclavos
Los vínculos que ligaban a uno y otro grupo y que garantizaban sin problemas la herencia de la tierra y asumían las tensiones de cambios sociales, esos vínculos eran flexibles y complejos. Todo ello está reflejado en estas tablas de leyes.
Se conservan en el margen de un canal perteneciente a lo que fue un molino. En este lugar fueron descubiertas en el siglo XIX. Según las investigaciones, antes estuvieron en la base de un teatro construido en el siglo I a. C., sobre un muro cóncavo de unos ocho metros de largo y ciento setenta y cinco centímetros de alto, que a su vez debió alzarse sobre las ruinas del edificio de un tribunal o consejo. Es probable que en el lado izquierdo del muro existieran otras ocho columnas, hoy perdidas. Están redactadas en bustrofedon con una línea de derecha a izquierda y la siguiente de izquierda a derecha.

## Investigaciones arqueológicas
El arqueólogo Federico Halbherr realizó estudios y excavaciones muy interesantes en Creta, a raíz de las cuales escribió las Inscriptiones Creticæ que recogían las inscripciones en lengua griega y latina de la isla de Creta, entre las cuales estaba la Gran Ley de Gortina. Su alumna Margherita Guarducci, prestigiosa arqueóloga, publicó la obra de su maestro, tras lo cual se dio a conocer al mundo este interesante descubrimiento y su posterior estudio.